# Aeroportul Loiyangalani
Aeroportul Loiyangalani (IATA: LOY, ICAO: HKLY) este un aeroport din Loyangalani, Kaunti ya Marsabit⁠(d), Kenya ce deservește zona Loyangalani. A fost numit după zona deservită.
Situat la o altitudine de 364 m, aeroportul dispune de o singură pistă.